# رالف باس
رالف باس (بالإنجليزية: Ralph Bass)‏ هو منتج أسطوانات وملحن أمريكي، ولد في 1 مايو 1911 في ذا برونكس في الولايات المتحدة، وتوفي في 5 مارس 1997 في نيويورك في الولايات المتحدة.

## وصلات خارجية
- رالف باس على موقع IMDb (الإنجليزية)
- رالف باس على موقع ميوزك برينز (الإنجليزية)
- رالف باس على موقع قاعدة بيانات برودواي على الإنترنت (الإنجليزية)
- رالف باس على موقع أول ميوزيك (الإنجليزية)
- رالف باس على موقع ديسكوغز (الإنجليزية)